# Jean Jadé
Jean Yves Jadé, né le 29 mars 1890 à Brest (Finistère) et mort le 4 juillet 1936 à Quimper (Finistère), est un avocat et homme politique français.

## Biographie
Profondément croyant, à 18 ans il compose L'Holocauste dont extrait : « Ô Divin Holocauste de l'humanité, sois mon guide et mon soutien jusqu'à la dernière minute : donne-moi un peu de cet amour immense qui t'embrasait sur le gibet du Golgotha ».
Il est avocat au barreau de Quimper.
Appelé lors de la Première Guerre mondiale, il sert comme officier au 336e régiment d'infanterie, et est blessé deux fois.

### Premier mandat (1919-1924)
À 29 ans, silloniste, il est élu député du Finistère le 16 novembre 1919. Il figure sur la liste républicaine et démocratique d'union nationale, regroupant les candidats de droite. Il s'inscrit au groupe des républicains de gauche.
À la Chambre, il fait partie de la commission d'assurance et prévoyance sociale, puis de différentes autres : législation civile et criminelle, marine marchande, douanes, armée. En 1923 et 1924, il est nommé secrétaire de la Chambre. 
Il est élu en 1922 conseiller général du canton de Pont-Croix. 

### Second mandat (1924-1928)
Il est réélu député le 11 mai 1924 sur la liste d'union républicaine.
À la Chambre il fait partie du « groupe des quatorze » qui fonde le Parti démocrate populaire, parti centriste, ancêtre du MRP. Il est alors membre de la commission de l'armée et de celle de la marine marchande.

### Troisième mandat (1928-1932)
En 1928, candidat républicain démocrate dans la 2e circonscription de Quimper, il est élu au second tour contre Georges Le Bail, autre avocat, de gauche. Il est membre de la commission de la marine militaire et de celle des régions libérées.
Il siège toujours dans le groupe du PDP.

### Après la défaite
Aux législatives de 1932, il est battu de quelque 269 voix par Jean Perrot, radical-socialiste.
Ses diverses propositions de loi et ses interventions manifestent son souci permanent de défendre les anciens combattants et victimes de guerre, les marins pêcheurs, la marine marchande et l'agriculture.
De santé déficiente à la suite de ses blessures de guerre, travailleur inlassable, il meurt d'épuisement à Quimper le 4 juillet 1936, à l'âge de 46 ans.
Il a publié un ouvrage sur les accidents de travail pendant la guerre.

## Affaire des caporaux de Souain
Le 11 mai 1924, Jean Jadé dénonce à la Chambre des députés l'affaire des fusillés pour l'exemple, qu'il avait connue dans son régiment où il était jeune lieutenant en 1915.
Lorsque Jean Jadé évoque cette affaire à la Chambre, le ministre de la Guerre de l'époque, Louis Barthou lui répond : « je ne puis pas vous promettre de sanctions ». 

## Décorations
- Chevalier de la Légion d'honneur
- Croix de Guerre 1914-1918

## Sources
- « Jean Jadé », dans le Dictionnaire des parlementaires français (1889-1940), sous la direction de Jean Jolly, PUF, 1960 [détail de l’édition]
- Humphrey Cobb, Les Sentiers de la gloire, Bibliothèque Marabout, note du traducteur en fin d'ouvrage (André Falk)